# Ceglédi kanna
A ceglédi kanna egyszerű folyadéktároló edényként kezdte pályafutását, de a 20. század egyik érdekes kézműipari és néprajzi tényezőjévé vált. Muzsikusok a kannát különböző módokon megütve ritmushangszernek használják. Főleg a cigányzenében jellemző.

## Története
Cegléden fémkannát először 1910 körül egy helyi iparos: Rónai János készített, az akkoriban elérhetővé váló alumínium lemezből. Az addig használt vízhordó edények, ha acélból készültek akkor nehezek voltak, a cserépedények pedig törékenységük miatt nehezen voltak kezelhetőek. A mezőgazdaság főleg kézi munkára támaszkodott, így az ivóvizet sok ember számára kellett a földekre kiszállítani. Praktikussága miatt a kanna hamar kedveltté vált, (nem törékeny, így kocsin, sőt akár kerékpáron is szállítható, könnyen tisztán tartható, a kupak pohárnak is alkalmas) előbb csak a környező településeken terjedt el, később máshol is megismerték. Mivel hosszú ideig csak a készítő műhelyében szerezhették be a kereskedők is, rövidesen ráragadt a "Ceglédi kanna" név.

## Kialakítása
Az eredeti ceglédi kanna űrtartalma körülbelül 7 liter, bonyolult formája ellenére gyakorlatilag egyetlen darabból készült. Kör alakú alumínium lemezből egy esztergához hasonló gépen, kézi erővel, görgővel, több lépésben húzta és zömítette a mester a forgó mintákra, így alakult ki a kettős kúpos test és a hengeres száj. Ezzel a megoldással a vizet tökéletesen tartja, mivel eresztékei nincsenek. Hogy az alja a kopásnak ne legyen kitéve, egy különálló hengeres részt peremezett rá szintén görgővel, így nem bontotta meg a folytonosságát. Csak a kanna fogóját és a kupak fülét rögzítették szegecseléssel.
A XX. század közepétől, nagy tömegben gyártják különböző méretekben, de acélból, és tűzzománcozott kivitelben.
Manapság a kannákat régóta készítő Bonyhádi Zománcárugyár kínálatában található meg.

## Néprajzi vonatkozásai
A '70-es évek közepén amikor még mindig gyűjtöttek vidéken a néprajz- és zenekutatók, egy Huttyán nevű híres szájbőgősnél jegyezték fel, hogy ritmushangszerként kannát használ. 1979-ben a Kalyi Jag együttesben már Balogh Béla is használta, tulajdonképpen a nehezen kezelhető (és beszerezhető) nagybőgő helyettesítésére. Hangzásában rejlő lehetőségeket főként a magyarországi romazene használta fel, de a spanyolországi cigányzenészek is rendeltek már belőle, magyar bemutató után. A kannát mint hangszert tengerentúlon is ismerik és elismerik, Brazíliában például magyarok már oktatták is a kannázást, Tokióban még egy diplomáciai fogadáson is érdekes színfolt lett Nagy József (Kalyi Jag együttes; kanna, ritmus szájbőgő) kannabemutatója és oktatása.

## Használata hangszerként, párhuzamai
Ritmushangszerként üreges merev testet megszólaltatni nem jelent különlegességet, fémből, fából sok ilyen típusú hangszer létezik. A kannánál viszont a benne lévő levegőt is külön „használják”, összepréselik, megpendítik, a test adta hang színesítésére. A kanna szájának tenyérrel való megütésekor a kanna üregének tompa, mély, dobszerű hangja szólal meg, a fém test pattintgatásával annak magasabb, csattogó hangja. A kanna ilyen módon egyszerre sorolható az aerofon és az idiofon hangszerek közé. Hasonló hangszereket Közép-Ázsiában és Indiában tartanak számon, a Rádzsasztán tartományban használt madga és a dél indiai ghatam hasonló hangzással rendelkezik, ám ezek magas fémtartalmú agyagból égetett, vékony falú kerámiaedények.